# 六四式輕戰車
六四式輕戰車（TL64）是一款中華民國國產的輕型戰車，由中華民國陸軍兵工署於民國64年（1975年）以M18驅逐戰車的砲塔與M42防空砲車的車體底盤組裝而成。

## 性能
由於美國在民國四十年代重新對華軍援提供的M18驅逐戰車所用之R-975 C4 9汽缸星型引擎妥善率不佳，陸軍兵工署遂將M18驅逐戰車的砲塔與軍援獲得的M42防空砲車底盤組裝，成為一款組合版本的輕戰車。
六四式戰車的主要武裝承襲了M18的炮塔，配備有76公厘戰車炮、車頂除了原有的12.7mm M2重機槍，另增裝7.62mm M1919中型機槍一挺，車組乘員5名。由於M42的底盤取自於M41轻型坦克，在機動性上會較原先M18更為優秀。
兵工署從在1976至1978年一共改裝四十二輛六四式輕戰車，並配備於裝甲騎兵202團戰車七五一營；該營於1979年8月移編裝甲騎兵二0八團並進駐澎湖，1980年改隸戰車703群，1981年底於澎湖駐地除役。

## 歷史
六四式輕戰車由當時的陸軍總司令馬安瀾將軍命名。時任陸軍兵工署署長者為游傑士將軍。六四式輕戰車曾在裝甲騎兵202團裝甲騎兵營服役。目前裝甲兵學校仍保存了一輛六四式輕戰車。
在成功嶺也保存一台六四式輕戰車供展示之用。

## 娛樂
2013年10月，白俄羅斯遊戲公司戰遊網旗下遊戲《戰車世界》推出六四式輕戰車（Type 64），雖然其國籍是標在中華人民共和國坦克線下，但遊戲明確指出六四式輕戰車是由中華民國設計和生產的。
2022年4月，六四式輕戰車被戰爭雷霆作為「火力至上」賽季高級通行證獎品發放，以加值載具方式位列於中國科技線三階，並以中華民國陸軍旗標示。

## 腳注
1. 1 2  .   [2011-07-07]. （原始内容存档于2013-10-12）.
2. ↑  尖端科技355期30頁。
3. ↑  .   [2011-07-07]. （原始内容存档于2020-02-03）.
4. ↑  . 艾久久资讯网.   [2022-04-28]. （原始内容存档于2022-04-28）.
5. ↑  .   [2020-05-17]. （原始内容存档于2020-10-25）.